# 册子岛
30°05′31″N 121°56′12″E / 30.09193496215084°N 121.93678010255098°E
册子岛是浙江省舟山群岛中西部的一个海岛。東與舟山島岑港鎮相望，岸距2.5公里；西侧是西堠门水道并与金塘岛相望，岸距2.3公里，因島上南嶴、北嶴兩平畈中間隔鳳凰山，形似翻開平放的書冊，故名冊子島。舟山大陆连岛工程经过该岛。
岛屿陆地面积14.2平方公里，海岸線長23.85公里，為不規則形，長軸呈南北走向，長5.5公里，寬2.46公里，地勢北高南低。最高點馬王崗海拔275公尺。
2000年人口普查有居民1,497戶，4,029人，舟山市定海区在岛上建有册子乡政府駐地。
冊子島附近海域海洋生物資源豐富。調查表明，張網漁獲物出現的常見種類有60種左右。冊子島地處灰鱉洋、橫水洋間，是定海最大的張網作業水域。